# Орикс
Орикс, или Орикспиоенкоп је холандска веб страница за анализу одбране обавештајних информација из отворених извора (ОСИНТ), и истраживачка група о ратовању. Воде је Стијн Мицер и Јоост Олиеманс. Обојица су раније радили за холандски Беллингкет. Олиеманс је такође радио за Јанес Информационе Сервисе, британску војну обавештајну компанију отвореноих иѕвора.
Орикс је покренут 2013. године и првобитно се фокусирао на Сирију. Митзер и Олиеманс су такође написали две књиге о Корејској народној војсци. Према Ориксу, израз шпионкоп ( африкаанс за „брдо шпијуна“) „односи се на место одакле се могу посматрати догађаји који се одвијају широм света“.
Блог је стекао међународну важност кроз свој рад током руске инвазије на Украјину 2022. године, пребројавањем и праћењем материјалних губитака на основу визуелних доказа и обавештајних података отворених извора са друштвених медија.
Редовно се цитира у главним медијима, укључујући Ројтерс, Би-Би-Си њуз, Гардијан, Економист, Њузвик, Си-Ен-Ен, и ЦБС њуз. Форбс је назвао Орикс "најпоузданијим извором у сукобу до сада", назвавши његове услуге "изванредним". Пошто извештава само о визуелно потврђеним губицима, Орик-ови збирови губитака опреме формирали су апсолутне минималне основе за процене губитака.